# Вышеградское Продолжение «Чешской Хроники» Козьмы Пражского
Вышеградское Продолжение «Чешской Хроники» Козьмы Пражского (лат. Canonici Wissegradensi continuatio Cosmae) — написанные ок. 1141 г. на латинском языке анонимным каноником из г. Вышеград (город к юго-востоку от Праги) анналы, задуманные как продолжение «Чешской Хроники» Козьмы Пражского. По этой причине автора этих анналов также называют: «1-м продолжателем Козьмы». Охватывают период с 1126 по 1140 гг., причём статьи 1126—1130 гг. написаны по ходу событий, а блок за 1131—1140 гг. прибавлен позднее, ок. 1141 г. Содержат сведения по истории Чехии (главным образом за время правления Собеслава I) и соседних стран.

## Издания
- Canonici Wissegradensi continuatio Cosmae // MGH, SS. Bd. IX. Hannover, 1851, p. 132-148.

## Переводы на русский язык
- Вышеградское Продолжение «Чешской Хроники» Козьмы Пражского // Древняя Русь в свете зарубежных источников. Хрестоматия, Том 4. М. Русский фонд содействия образованию и науке. 2010 (связанные с Д. Русью фрагменты «Хроники» в переводе А. В. Назаренко).

- Хроника Каноника Вышеградского (1126-1140) в переводе И. Дьяконова на сайте Восточная литература